# Laktoferin
Laktoferin (LF), znan tudi kot laktotransferin (LTF) je globularna beljakovina s protimikrobnim delovanjem in je del nespecifične imunosti sluznic. Nahaja se v mleku, še posebej v mlezivu oz. kolostromu, in mnogih izločkih sluznic, kot so sluz in solze pa tudi v plodovnici ter zrncih v nevtrofilcih, monocitih, makrofagih in drugih celicah (npr. v acinarnih celicah).

## Genetika in struktura
Gen za laktoferin se nahaja na 3. kromosomu na q kraku.
Laktoferin pripada družini transferinov, kamor spadajo npr. transferin, metalotransferin in ovotransferin. Laktoferin je enojen polipeptid, sestavljen iz 703 aminokislin, ki je zvit v dve globularni strukturi, natančneje v štiri identične domene, pri čemer po dve domeni skupaj obdajata eden železov ion v feri obliki (Fe3+). Je tudi glikoprotein z izoelektrično točko okoli 8,7. Laktoferin v človeškem mleku vsebuje dva poli-N-acetil-laktozaminska glikana, ki pa sta sestavljena iz sialične kisline (N-acetilnevraminska kislina), fukoze in galaktoze.
Tako kot transferin je transportni protein za železove ione ter obstaja v dveh oblikah, in sicer kot hololaktoferin, ki je nasičen z Fe3+, molekulska masa pa znaša okoli 80 kDa, ter kot apolaktoferin brez vezanih ionov z molekulsko maso okoli 75 kDa. Za vezavo Fe3+ je potrebna sočasna vezava dveh bikarbonatnih anionov. Poleg železa lahko veže tudi baker (Cu), cink (Zn), mangan (Mn), galij (Ga) in verjetno tudi vanadij (V).

## Funkcije
Najbolj znana funkcija laktoferina je protimikrobna zaščita. Njegovi bakteriostatični učinki deloma izhajajo zaradi velike afinitete za Fe3+ ione, s čimer inhibira proliferacijo bakterij. Ima tudi baktericidni učinek (uničuje bakterije), in sicer deloma preko vgradnje v zunanjo membrano bakterij in posledično njenega uničenja. Preko proteolitične cepitve na N-terminalni regiji nastane derivat laktoferina, imenovan laktofericin B, ki ima 7-krat močnejši baktericidni potencial in učinkuje na široki spekter bakterij. Deluje tudi na nekatere vrste gliv (npr. Candida albicans) in virusov.
Domnevano je, da sodeluje tudi pri presnovi (metabolizmu) železa in deluje kot antikoagulant (proti strjevanju krvi).

## Klinični pomen
Klinični pomen laktoferina je predvsem diagnostičen ali prognostičen, pri čemer se v laboratorijskih preiskavah meri količine plazemskega laktoferina, ki ga izločajo nevtrofilci. Tako se lahko z dokaj veliko verjetnostjo diagnosticira kronično mieloidno levkemijo, granulocitno levkemijo, kronični pankreatitis, cistično fibrozo, septikemijo, kongenitalno aplazijo, shizofrenijo, vnetje sklepov (artritis) in degeneracijo hrustanca, psoriazo ter revmatoidni artritis.